# Neriene natalensis
Neriene natalensis är en spindelart som beskrevs av van Helsdingen 1969. Neriene natalensis ingår i släktet Neriene och familjen täckvävarspindlar. Inga underarter finns listade i Catalogue of Life.